# Kingsley Kuali
Kingsley Kuali (Yei, 11 februari 1982) is een Soedanees-Nederlands voormalig voetballer.
Kuali groeide op in Nederland en kwam via amateurvereniging HSC '21 bij de jeugd van FC Twente terecht. Eén keer kwam de centrumspits uit voor de hoofdmacht van Twente. Op 11 augustus 2001 viel hij in de 72e minuut in voor Ellery Cairo in de wedstrijd tegen PSV om de Johan Cruijff Schaal. Kuali speelde tot 2004 in de jeugd en beloften van FC Twente, waarna hij naar Eintracht Nordhorn in de Oberliga Niedersachsen West vertrok. Van 2006 tot 2008 kwam Kuali uit voor Al-Merreikh in de Soedanese stad Omdurman.